# Monts Retezat
Les monts Retezat (en roumain : munții Retezat, en hongrois : Retyezát-hegység, en allemand : Retezat-Gebirge) sont situés au centre-ouest de la Roumanie, dans le județ de Hunedoara. Ils font partie des Carpates méridionales et du groupe de montagnes Retezat-Godeanu.
Ils comptent plus de 60 sommets de plus de 2 300 m d'altitude, dont le plus haut sommet du massif, Peleaga (2 509 m) et plus de 80 lacs glaciaires s'y trouvent.

## Géographie

### Situation et topographie
Ils sont délimités à l'est par la dépression de Petroșani, au nord par la dépression de Hațeg, à l'ouest par la rivière Mare et au sud par la rivière Jiul de Vest. Ils sont entourés des monts Țarcu à l'ouest, des monts Godeanu au sud-ouest et des monts Vâlcan au sud.

#### Principaux sommets
- Au nord sur la crête Peleaga : Peleaga (2 509 m), Păpuşa (2 508 m), Bucura (2 432 m), Judele (2 389 m), Şesele Mari (2 324 m), Zlata (2 142 m).
- Au sud sur la crête Buta au-dessus du couloir des vallées Lăpuşnicu Mare et Râu Bărbat : Piatra Iorgovanului (2 015 m), Buta (1 977 m), Drăgşanu (2 076 m) et le mont Custurii (2 453 m).
- Ces deux crêtes principales sont liées entre elles par un point central « Custura Păpuşii », ces trois crêtes formant la lettre H[2].

### Géologie

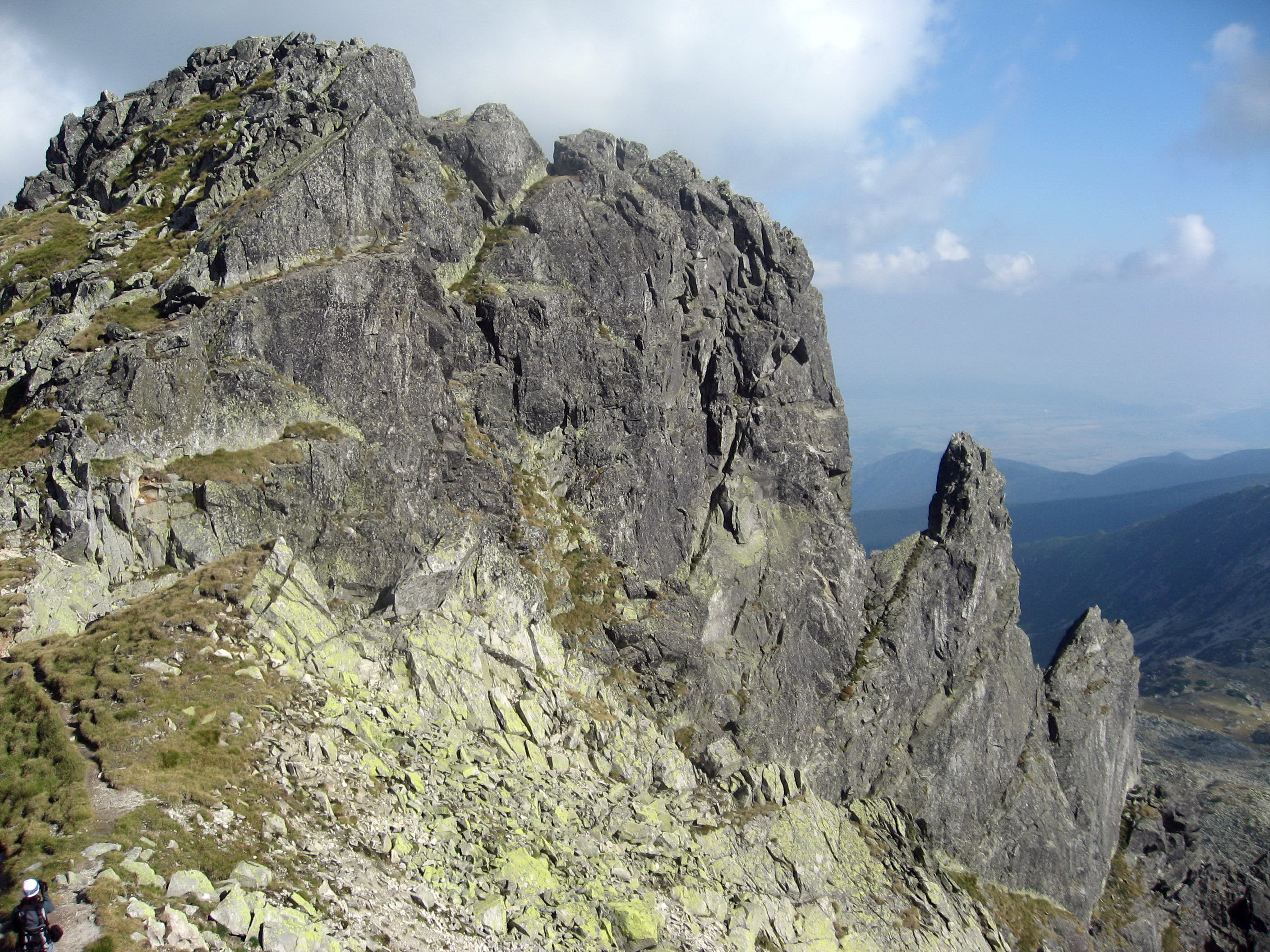
Relief des Retezat.

La caractéristique générale des monts Retezat est la présence de deux grands blocs granitiques et granodioritique le premier plus massif se déployant en direction de la crête principale du nord et l'autre plus réduit qui s'étend en grande partie le long de la crête principale au sud.
La granodiorite ou « granite de Retezat » présente dans les brèches un aspect cristallin de couleur blanche, dur, avec des incrustations plus brillantes. Les grands blocs des sommets des monts Retezat au  mont Peleaga et au mont Mare sont constitués de cette roche.
Les schistes cristallins se développent en couches continues dans la partie nord des monts Retezat, intercalés entre les strates de granodiorite de la zone nord et de celles de la zone Țarcu-Petreanu.
Particulièrement intéressantes sont les grottes situées habituellement en hauteur sur les versants rocheux. Celles-ci présentent des dénivelés et parfois des galeries étagées communicant par des puits verticaux. Elles possèdent de nombreuses concrétions et type coralien et des excentriques.

### Faune et flore

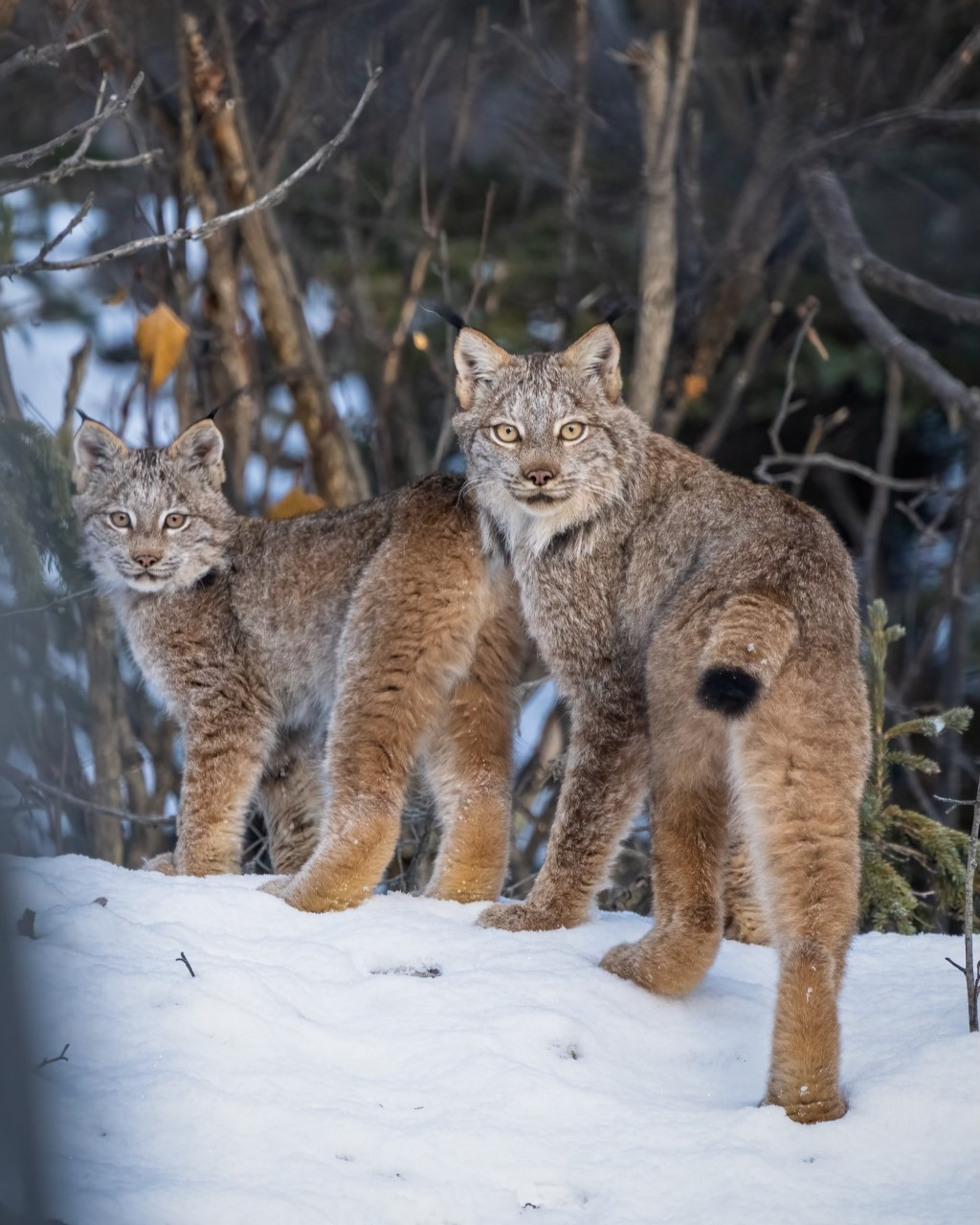
Lynx.

La flore comprend approximativement 1 190 espèces végétales, dont 130 ont le statut « en danger » ou « vulnérable » parmi lesquelles l'edelweiss, différentes espèces de gentianes, le Rhododendron kotschyi, Doronicum carpaticum, l'œillet des glaciers, etc.). Au moins 62 d'entre elles sont endémiques (la ronce des Retezats, le trèfle des Retezats, la Festuca pacyfilla, Hieracium borzae, Hieracium borzae, etc.).
Les forêts couvrent environ 49 % de la surface des monts Retezat. Les espèces communes sont le hêtre commun, l'épicéa commun, le pin mugo, le pin cembro ou pin des Alpes, le sapin blanc, l'érable sycomore, le bouleau blanc, l'aulne vert, l'orme de montagne et le sorbier des oiseleurs. Les forêts de hêtres sont situées entre 800 et 1 200 m, les forêts mixtes entre 1 200 et 1 400 m et les forêts d'épicéas entre 1 400 et 1 800 m. La limite de la forêt se situe entre 1 800 et 1 900 m. Les forêts primaires (citées au Patrimoine mondial de l'Unesco) ou quasi-primaires couvrent une superficie de plus de 4 800 ha et représentent 26 % de la zone forestière.  
La faune comprend entre autres le loup (200), l'ours brun (40), le sanglier, le lynx boréal (une vingtaine), le chat forestier, le blaireau, la loutre, le chamois, la marmotte, le chevreuil et le cerf élaphe. Parmi les oiseaux les plus remarquables figurent l'aigle royal et le grand tétras.
La réserve scientifique de Gemenele (« Les jumeaux » en roumain) est une zone strictement protégée du parc entourant une forêt primaire intacte.

## Activités

### Tourisme

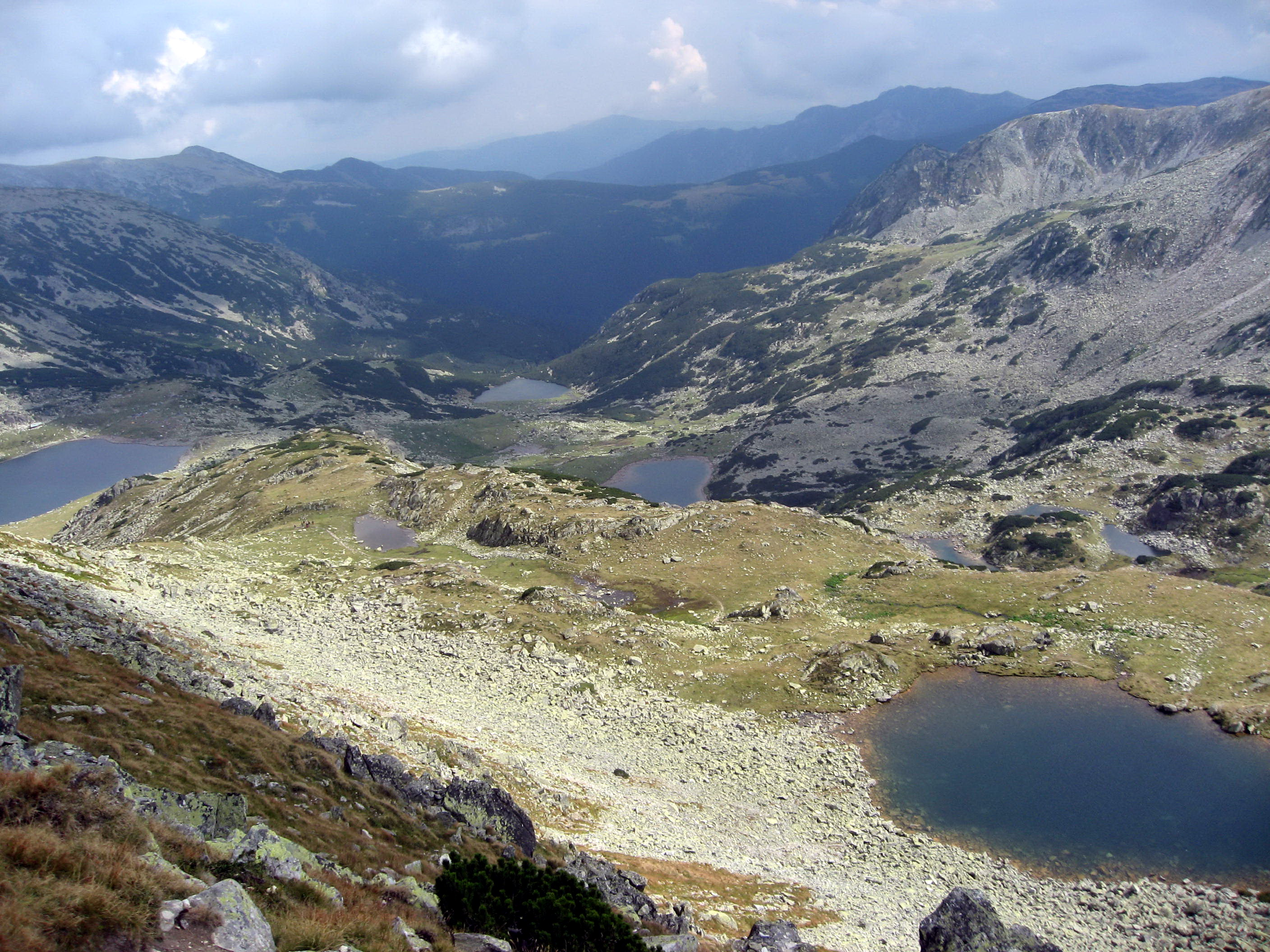
Paysage lacustre des monts Retezat.

Les monts Retezat sont un haut lieu pour les randonnées permettant d'admirer la sauvagerie des sites naturels alpins préservés. Les lacs des monts Retezat sont en grande majorité des lacs glaciaires dont 40 sont de grande ou moyenne taille et 18 de petite taille. L'on trouve également de nombreux cirques glaciaires, des cascades et des paysages minéraux dominés par des arêtes rocheuses acérées.
Outre la randonnée, l'escalade est pratiquée notamment pour gravir sur les sommets rocheux de Peleaga (2 509 m), Judele (2 389 m) et Bucura (2 432 m).

#### Sites
- Mont Piatra Lorgovanului
- Gorges de Scorota

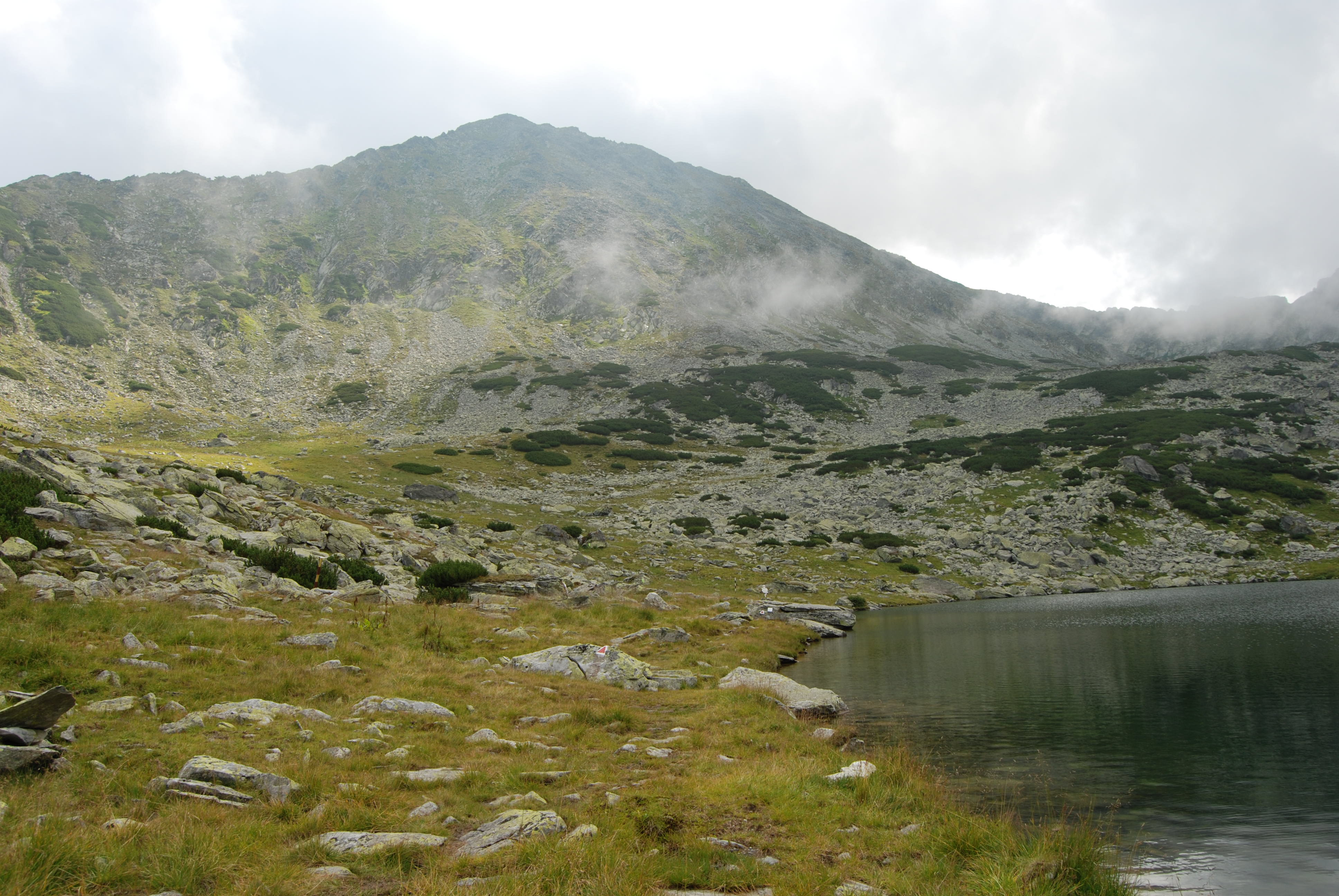
Mont Retezat et lac glaciaire Bucura.

- Scocul Urzicarului et le pont suspendu de Dâlma Ciocanelor.
- Lac glaciaire Bucura et Mont Peleaga
- Lac glaciaire Zanoaga
- Lac glaciaire Tăul Țapului.
- Cascade Lolaia
- Cascade Ciomfu Mare
- Cascada Râușor
- Cascada Lazăru
- Colții Pelegii : aiguilles rocheuses
- Tăul portii : cirque glaciaire

#### Cabanes et refuges
- Cabane Genţiana (1 670 m)
- Refuge Stâna de Râu
- Cabane Pietrele (1 497 m)
- Cabane Buta
- Cabane Rotundă
- Cabane Baleia
- Refuge Salvamont Bucura
- Refuge Salvamont Zănoaga
- Refuge Stâna de Râu
- Refuge Condor

### Protection environnementale
Avec une surface de 381 km2, le parc national Retezat est le plus vaste parc naturel de Roumanie après la réserve de biosphère du delta du Danube. Il abrite la forêt de Gemenele (« Les Jumeaux » en roumain), réserve scientifique et aire strictement protégée du parc. Elle fait partie des forêts primaires et anciennes de hêtres des Carpates et d’autres régions d’Europe qui sont inscrites sur le liste du patrimoine mondial de l'Unesco.